# Leuwagen (Segeln)

Leuwagen für Fockschot auf "Skipjack", Chesapeake Bay

 Der Leuwagen, auch Leiwagen, Leitwagen oder Schotbügel genannt, bezeichnet auf klassischen Segelbooten einen flach an Deck querliegenden Stahlrohrbügel, an dem ein Schotblock bei Wende oder Halse von Bordseite zu Bordseite gleiten kann, also von selbst "übergeht".

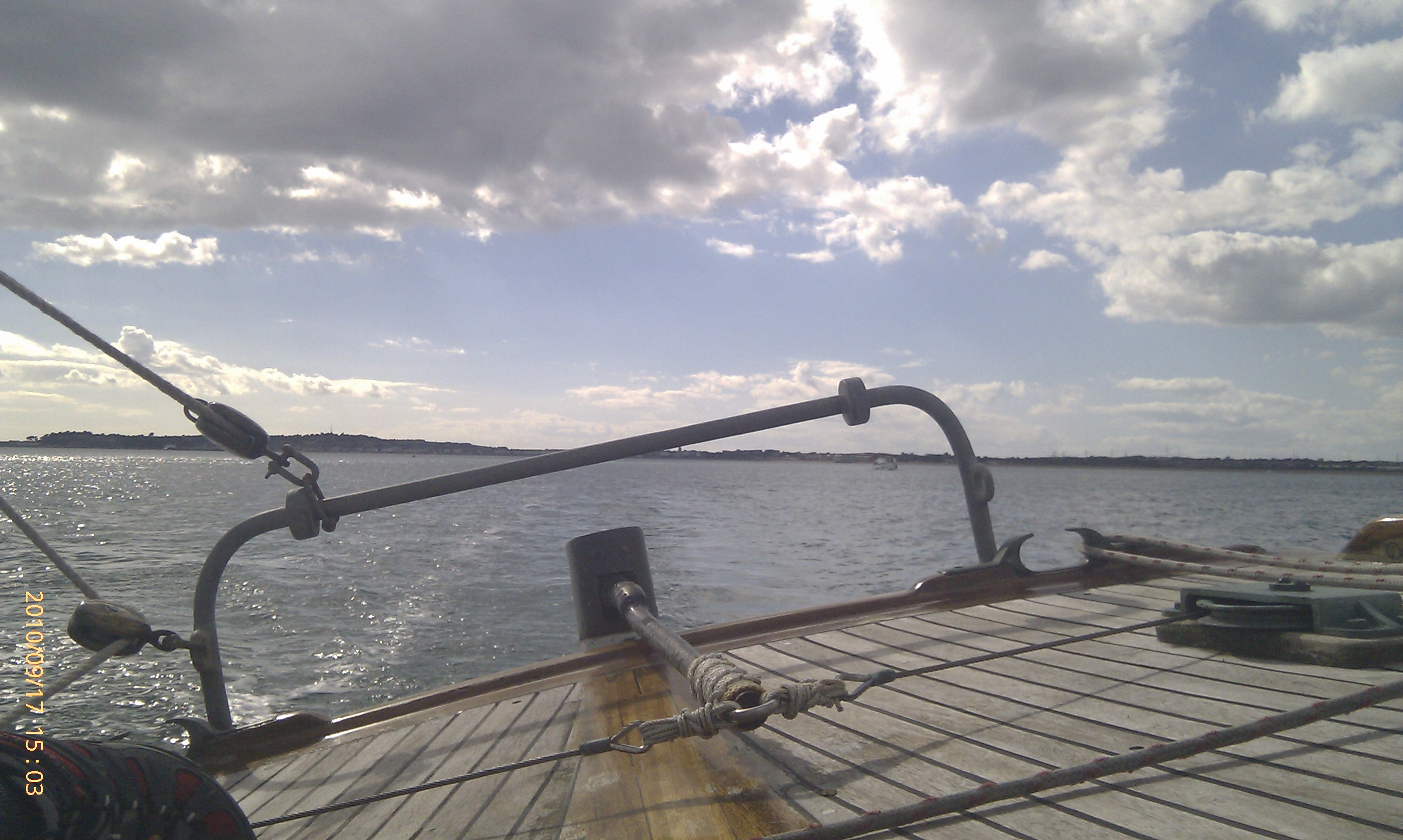
Leuwagen für Großschot

Bei den Segelkuttern der Marine wird auf diese Weise die Besanschot geführt.
Umgangssprachlich wird so in Hamburg ein Schrubber (Scheuerbürste mit langem Stiel) bezeichnet.